# Starovîci, Ivankiv
Starovîci (în ucraineană Старовичі) este un sat în comuna Olîva din raionul Ivankiv, regiunea Kiev, Ucraina.

## Demografie
Componența lingvistică a localității Starovîci
     Ucraineană (98,26%)
     Rusă (1,74%)
Conform recensământului din 2001, majoritatea populației localității Starovîci era vorbitoare de ucraineană (98,26%), existând în minoritate și vorbitori de rusă (1,74%).